# René Boyvin
Pour l’article homonyme, voir Boyvin.
Ne doit pas être confondu avec René Boivin.
René Boyvin, surnommé Boyvin Andegavensis (Boyvin l'Angevin), né en 1525 à Angers et mort dans sa ville natale ou à Rome vers 1598 ou 1625, est un graveur, médailleur et dessinateur français de la Renaissance au style maniériste.

## Biographie
René Boyvin est né dans une famille d'artisans graveurs. Son père travaillait comme orfèvre à la "Monnaie de la ville" d'Angers. Très tôt il apprit à manier le burin au côté de son père.
René Boyvin part pour Fontainebleau comme apprenti-graveur. Il délaissera la gravure sur bois au profit de la gravure en taille-douce sur cuivre. Il affectionne les représentations de scènes mythologiques ainsi que les scènes de fêtes. Par contre, il éprouve certaines difficultés à réaliser des portraits de personnalités.
René Boyvin sera très influencé par le style artistique de la peinture des artistes italiens Rosso Fiorentino, Francesco Primaticcio et Giovan Francesco Penni, dont il reproduira plusieurs œuvres gravées qui feront partie de la célèbre École de Fontainebleau.
En 1557, il prend la direction d'un atelier de gravure à Paris. Sa réputation fait le tour de la capitale.
En 1563, est publié simultanément à Paris la version latine et en moyen français de l'Histoire de la Conquête de la Toison d'or ou Historia Jasonis,,. Commandé par Jean de Mauregard, l'ouvrage comprend une dédicace au jeune roi Charles IX, l'histoire de Jason par l'érudit Jacques Gohory, et enfin les 26 planches gravées par Boyvin. La paternité des dessins revient au flamand Léonard Thiry,.
En 1598, il travaillait encore pour des libraires parisiens.
En 1626, l'érudit angevin, Bruneau de Tartifume, le cite dans son ouvrage Philandinopolis en parlant d'un graveur centenaire qui serait mort en 1625.
René Boyvin est mort à Angers ou à Rome en 1598 ou 1625 selon les différentes sources historiographiques.

## Oeuvres en collections publiques
Nemours, Château-Musée :
- Histoire de Jason et la conquête de la Toison d'Or : Jason et Médée débarquant à Iolcos, 1563, burin d'après un dessin de Léonard Thiry, 16 x 23 cm. 2017.0.58.
- Histoire de Jason et la conquête de la Toison d'Or : Jason s'entretient avec Médée, 1563, burin d'après un dessin de Léonard Thiry, 16 x 23 cm. 2017.0.59.
- Histoire de Jason et la conquête de la Toison d'Or : Médée envoie à Créuse une couronne magique qui va l'embraser, 1563, burin d'après un dessin de Léonard Thiry, 16 x 23 cm. 2017.0.60.
- Histoire de Jason et la conquête de la Toison d'Or : Ino, la fille de Cadmos, empoisonne les récoltes, 1563, burin d'après un dessin de Léonard Thiry, 16 x 23 cm. 2017.0.61.
- Histoire de Jason et la conquête de la Toison d'Or : les enfants de Nephele comparaissent devant l'oracle de Diane, 1563, burin d'après un dessin de Léonard Thiry, 16 x 23 cm. 2017.0.62.

## Galerie de gravures

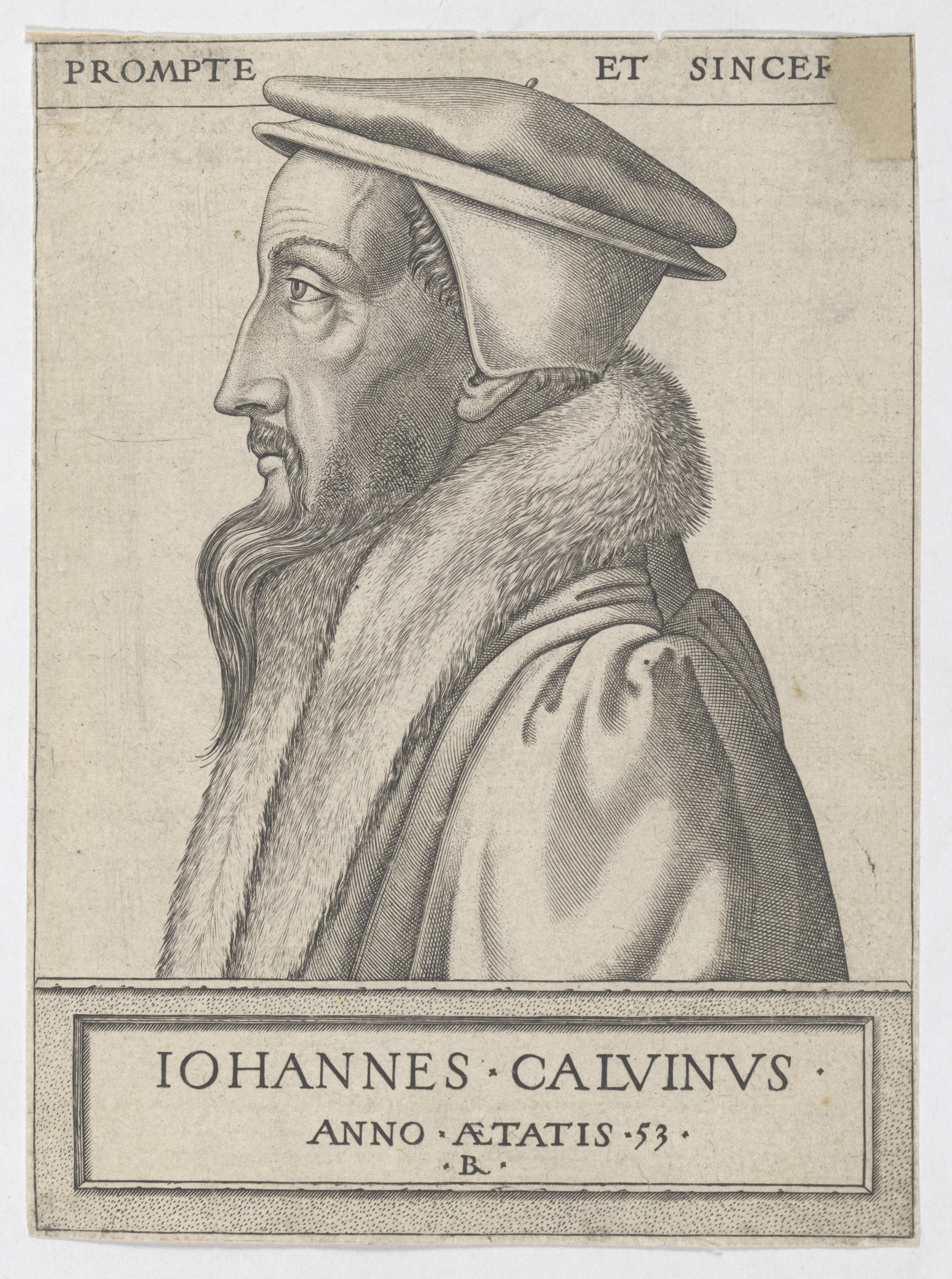
Jean Calvin
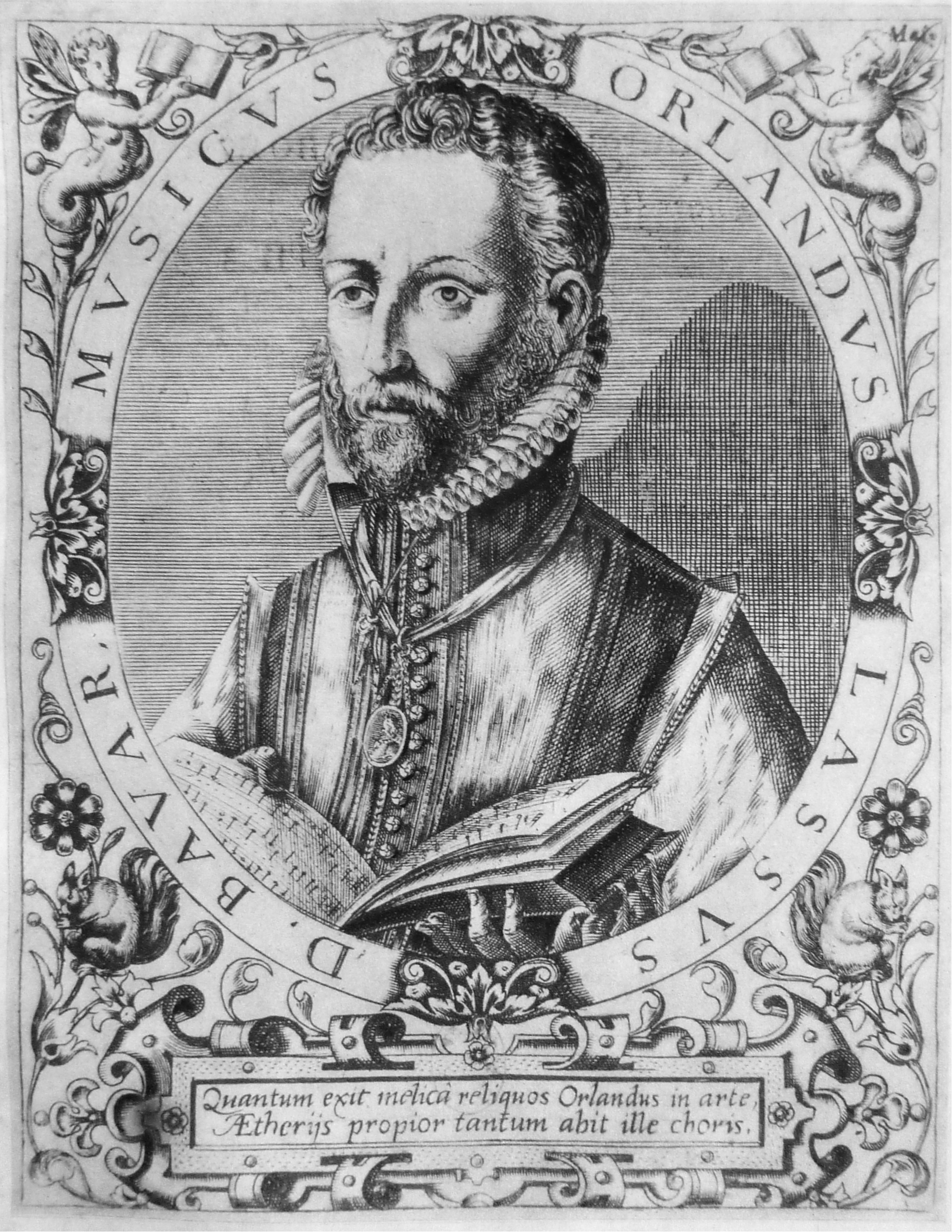
Roland de Lassus
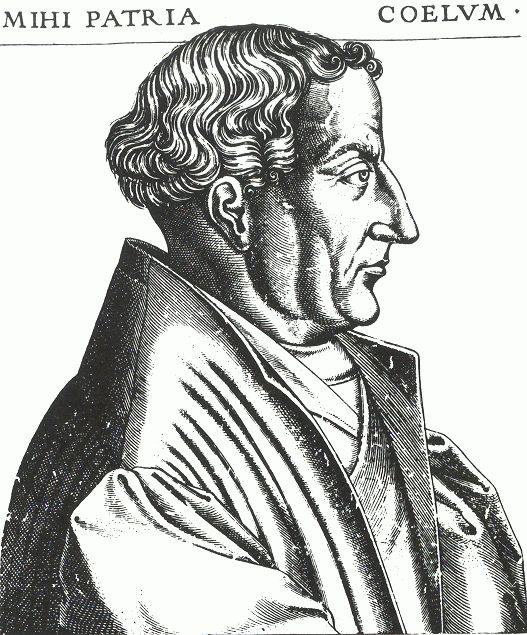
Martin Bucer
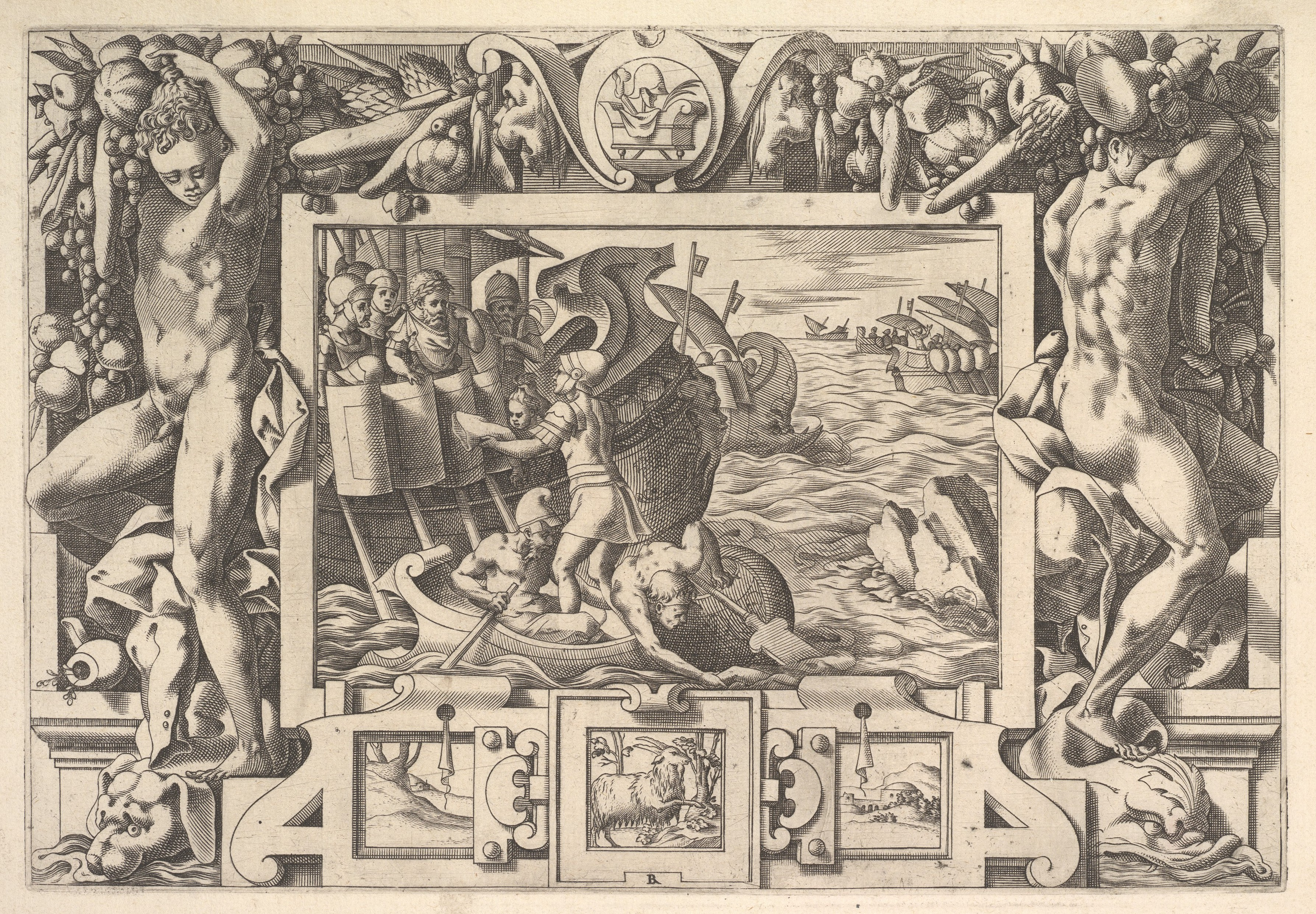
(D'après Léonard Thiry, 1563), La flotte d'Éétès récupérant les morceaux du corps d'Absyrte.